# Anneke Bloemen
Anneke Bloemen, pseudoniem van Anna Catharina Marie (Anneke) Geurts-Govers (Den Haag, 26 mei 1927 – 5 maart 2020) was een Nederlands kinderboekenschrijfster. Ze is onder meer bekend van haar boeken over Annemieke van Oven en Polly Parker.

## Biografie
Anneke Govers werd geboren in 1927 in Den Haag, als dochter van Josephus Victor Theodorus Marie Govers en Anna Marie Josephine Thérèse Knüppe. In 1950 trouwde ze met Melchior Geurts (1913-1980).
Haar eerste boek, Annemieke van Oven, verscheen in 1957 bij uitgeverij De Fontein. Ze schreef tot begin jaren tachtig. Haar boeken werden geregeld herdrukt. Sommige titels werden tevens in de vorm van omnibus heruitgegeven. Ze was een geliefd schrijfster en werd in één adem genoemd met bekende schrijvers als Enid Blyton, Leni Saris en Arja Peters.  Ze gaf echter zelden interviews, zodat er weinig over haar leven bekend is.
Onder het pseudoniem Anneke Vogels publiceerde ze in 1957 twee communie-verhalen, Zo'n flinke Marijke en Robbie van de vrachtboot. Beide werden door recensenten negatief besproken. De tweede druk uit 1963 noemde een recensent van De Nieuwe Limburger "alleraardigst" en "voor een communicantje bijzonder geschikt".
Als Anneke Bloemen stond ze in 1978 op plaats 13 in een favoriete auteurs-Top 18 van een kinderboekhandelaar.
Anneke Geurts-Govers overleed in 2020. Ze werd begraven op de Rooms-katholieke begraafplaats in Vessem.